# Libina - U Černušků
Libina - U Černušků este o arie protejată (arie specială de conservare — SAC, sit de importanță comunitară — SCI) din Republica Cehă întinsă pe o suprafață de 0,06 ha, integral pe uscat.

## Localizare
Centrul sitului Libina - U Černušků este situat la coordonatele 49°53′22″N 17°04′27″E / 49.889444°N 17.074167°E.

## Înființare
Situl Libina - U Černušků a fost declarat sit de importanță comunitară în aprilie 2005 pentru a proteja 1 specie de animale. Situl a fost protejat și ca arie specială de conservare în decembrie 2013.

## Biodiversitate
Situată în ecoregiunea continentală, aria protejată nu include niciun habitat protejat.
La baza desemnării sitului se află o specie protejată de  mamifere: liliac cărămiziu (Myotis emarginatus).